# Letní olympijské hry 1992
XXV. letní olympijské hry se uskutečnily v době od 25. července až do 9. srpna 1992 v Barceloně, Katalánsko (Španělsko). Zúčastnilo se jich 9 956 sportovců (7 010 mužů a 2 851 žen) ze 169 zemí. Soutěžilo se v 286 disciplínách 32 sportů.
Pořadatelské město bylo vybráno v soutěži mezi Amsterodamem, Bělehradem, Birminghamem, Brisbane a Paříží v Lausanne ve Švýcarsku v roce 1986.

## Nejlepší výkony her
Jedním z nejlepších výkonů v atletických soutěžích byl první čas pod 47 sekund v historii Kevina Curtise Younga v běhu na 400 metrů překážek. Má hodnotu 46,78 sekundy a jako světový rekord vydržel až do 1. července 2021, kdy ho překonal Nor Karsten Warholm časem 46,70 s. Warholm připravil Younga také o olympijský rekord, když 3. srpna 2021 v Tokiu zaběhl čas 45,94 s.

## Sporty
- Atletika
- Badminton
- Baseball
- Basketbal
- Box
- Cyklistika
- Fotbal
- Sportovní gymnastika
- Moderní gymnastika
- Házená
- Jachtink
- Jezdectví
- Judo
- Kanoistika
- Lukostřelba
- Moderní pětiboj
- Plavání
- Pozemní hokej
- Skoky do vody
- Stolní tenis
- Sportovní střelba
- Synchronizované plavání
- Šerm
- Tenis
- Veslování
- Vodní pólo
- Volejbal
- Vzpírání
- Zápas

### Ukázkové sporty
- Hokej na kolečkových bruslích
- Pelota
- Taekwondo

## Počet medailí podle údajů mezinárodního olympijského výboru
| Pořadí | Země                                      | Zlato | Stříbro | Bronz | Celkem |
| 1      | Sjednocený tým (EUN)*                     | 45    | 38      | 29    | 112    |
| 2      | Spojené státy americké (USA)              | 37    | 34      | 37    | 108    |
| 3      | Německo (GER)                             | 33    | 21      | 28    | 82     |
| 4      | Čína (CHN)                                | 16    | 22      | 16    | 54     |
| 5      | Kuba (CUB)                                | 14    | 6       | 11    | 31     |
| 6      | Španělsko (ESP)                           | 13    | 7       | 2     | 22     |
| 7      | Jižní Korea (KOR)                         | 12    | 5       | 12    | 29     |
| 8      | Maďarsko (HUN)                            | 11    | 12      | 7     | 30     |
| 9      | Francie (FRA)                             | 8     | 5       | 16    | 29     |
| 10     | Austrálie (AUS)                           | 7     | 9       | 11    | 27     |
| 11     | Kanada (CAN)                              | 7     | 4       | 7     | 18     |
| 12     | Itálie (ITA)                              | 6     | 5       | 8     | 19     |
| 13     | Velká Británie (GBR)                      | 5     | 3       | 12    | 20     |
| 14     | Rumunsko (ROU)                            | 4     | 6       | 8     | 18     |
| 15     | Československo (TCH)                      | 4     | 2       | 1     | 7      |
| 16     | Severní Korea (PRK)                       | 4     | 0       | 5     | 9      |
| 17     | Japonsko (JPN)                            | 3     | 8       | 11    | 22     |
| 18     | Bulharsko (BUL)                           | 3     | 7       | 6     | 16     |
| 19     | Polsko (POL)                              | 3     | 6       | 10    | 19     |
| 20     | Nizozemsko (NED)                          | 2     | 6       | 7     | 15     |
| 21     | Keňa (KEN)                                | 2     | 4       | 2     | 8      |
| 22     | Norsko (NOR)                              | 2     | 4       | 1     | 7      |
| 23     | Turecko (TUR)                             | 2     | 2       | 2     | 6      |
| 24     | Indonésie (INA)                           | 2     | 2       | 1     | 5      |
| 25     | Brazílie (BRA)                            | 2     | 1       | 0     | 3      |
| 26     | Řecko (GRE)                               | 2     | 0       | 0     | 2      |
| 27     | Švédsko (SWE)                             | 1     | 7       | 4     | 12     |
| 28     | Nový Zéland (NZL)                         | 1     | 4       | 5     | 10     |
| 29     | Finsko (FIN)                              | 1     | 2       | 2     | 5      |
| 30     | Dánsko (DEN)                              | 1     | 1       | 4     | 6      |
| 31     | Maroko (MAR)                              | 1     | 1       | 1     | 3      |
| 32     | Irsko (IRL)                               | 1     | 1       | 0     | 2      |
| 33     | Etiopie (ETH)                             | 1     | 0       | 2     | 3      |
| 34     | Alžírsko (ALG)                            | 1     | 0       | 1     | 2      |
| 34     | Estonsko (EST)                            | 1     | 0       | 1     | 2      |
| 34     | Litva (LTU)                               | 1     | 0       | 1     | 2      |
| 37     | Švýcarsko (SUI)                           | 1     | 0       | 0     | 1      |
| 38     | Jamajka (JAM)                             | 0     | 3       | 1     | 4      |
| 38     | Nigérie (NGR)                             | 0     | 3       | 1     | 4      |
| 40     | Lotyšsko (LAT)                            | 0     | 2       | 1     | 3      |
| 41     | Rakousko (AUT)                            | 0     | 2       | 0     | 2      |
| 41     | Namibie (NAM)                             | 0     | 2       | 0     | 2      |
| 41     | Jihoafrická republika (RSA)               | 0     | 2       | 0     | 2      |
| 44     | Belgie (BEL)                              | 0     | 1       | 2     | 3      |
| 44     | Chorvatsko (CRO)                          | 0     | 1       | 2     | 3      |
| 44     | Individuální olympijští účastníci (IOP)** | 0     | 1       | 2     | 3      |
| 44     | Írán (IRI)                                | 0     | 1       | 2     | 3      |
| 48     | Izrael (ISR)                              | 0     | 1       | 1     | 2      |
| 49     | Tchaj-wan (TPE)                           | 0     | 1       | 0     | 1      |
| 49     | Mexiko (MEX)                              | 0     | 1       | 0     | 1      |
| 49     | Peru (PER)                                | 0     | 1       | 0     | 1      |
| 52     | Mongolsko (MGL)                           | 0     | 0       | 2     | 2      |
| 52     | Slovinsko (SLO)                           | 0     | 0       | 2     | 2      |
| 54     | Argentina (ARG)                           | 0     | 0       | 1     | 1      |
| 54     | Bahamy (BAH)                              | 0     | 0       | 1     | 1      |
| 54     | Kolumbie (COL)                            | 0     | 0       | 1     | 1      |
| 54     | Ghana (GHA)                               | 0     | 0       | 1     | 1      |
| 54     | Malajsie (MAS)                            | 0     | 0       | 1     | 1      |
| 54     | Pákistán (PAK)                            | 0     | 0       | 1     | 1      |
| 54     | Filipíny (PHI)                            | 0     | 0       | 1     | 1      |
| 54     | Portoriko (PUR)                           | 0     | 0       | 1     | 1      |
| 54     | Katar (QAT)                               | 0     | 0       | 1     | 1      |
| 54     | Surinam (SUR)                             | 0     | 0       | 1     | 1      |
| 54     | Thajsko (THA)                             | 0     | 0       | 1     | 1      |
| Total  | Total                                     | 260   | 257     | 298   | 815    |

* Společenství nezávislých států – tým složený ze sportovců Ruska a 11 republik bývalého Sovětského svazu (Arménie, Ázerbájdžán, Bělorusko, Gruzie, Kazachstán, Kyrgyzstán, Moldávie, Tádžikistán, Turkmenistán, Ukrajina, Uzbekistán); pobaltské republiky (Estonsko, Litva, Lotyšsko) sestavily vlastní reprezentační týmy.
** Sportovci z bývalé Jugoslávie, kteří se her nemohli účastnit jako zástupci svých států, protože Svazová republika Jugoslávie byla postižena sankcemi OSN a v Makedonii doposud neexistoval olympijský výbor; jednotlivcům však byla účast dovolena. 

## Účastnické země
Her se zúčastnili sportovci z celkem 169 zemí (včetně Společenství nezávislých států). První účast v historii zaznamenaly tyto země: Bosna a Hercegovina, Chorvatsko, Slovinsko (všechny díky rozpadu Jugoslávie) a Namibie. Poprvé se zúčastnil také znovusjednocený tým Německa a Jemenu.
Čísla v závorkách udávají počty sportovců zastupujících zemi.

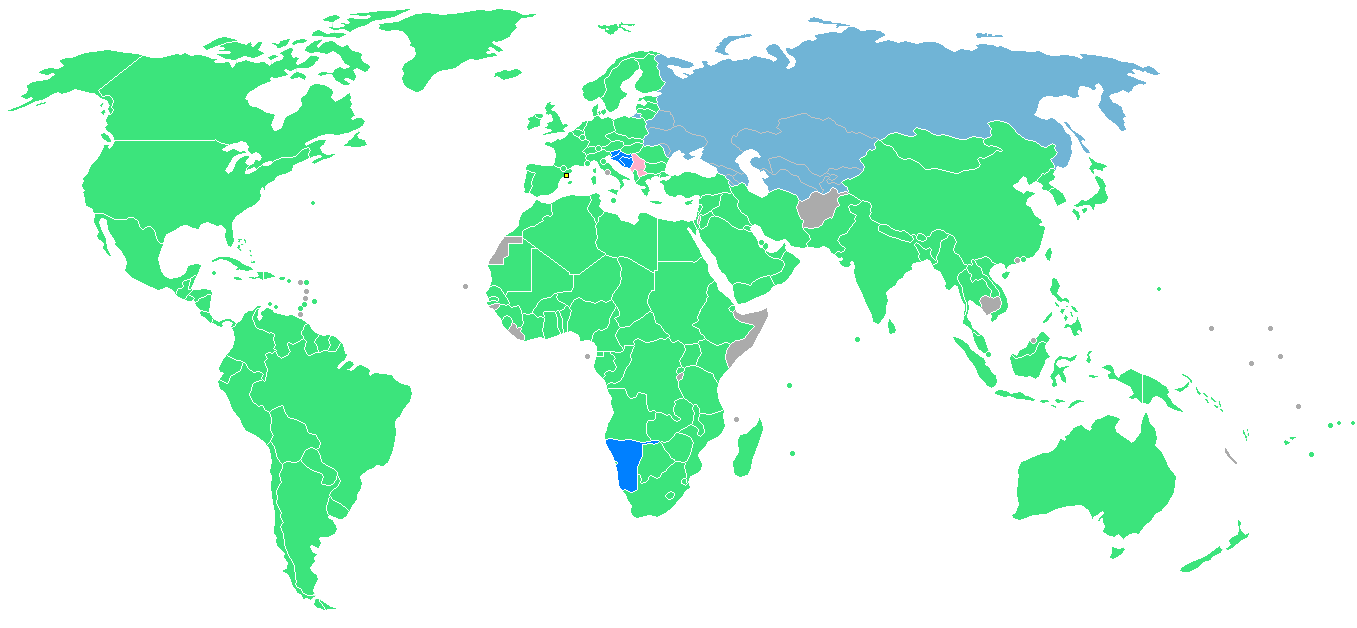
Účastnické země
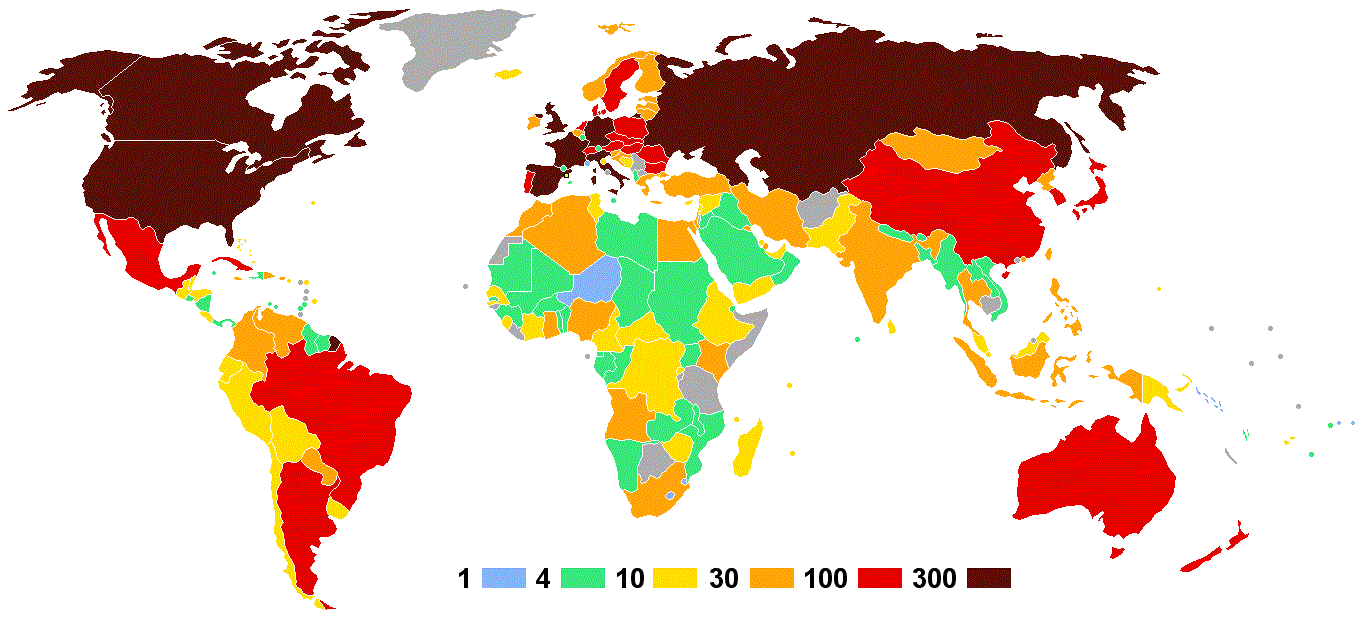
Počet sportovců zastupujících jednotlivé země

| - Albánie (8) - Alžírsko (38) - Americká Samoa (3) - Americké Panenské ostrovy (24) - Andorra (8) - Angola (39) - Antigua a Barbuda (13) - Argentina (107) - Aruba (5) - Austrálie (295) - Bahamy (15) - Bahrajn (13) - Bangladéš (6) - Barbados (17) - Belgie (68) - Belize (10) - Benin (6) - Bermudy (20) - Bhútán (6) - Bolívie (14) - Bosna a Hercegovina (10) - Botswana (6) - Brazílie (195) - Britské Panenské ostrovy (4) - Bulharsko (139) - Burkina Faso (4) - Cookovy ostrovy (2) - Čad (7) - Československo (209) - Čína (246) - Dánsko (117) - Dominikánská republika (32) - Džibutsko (8) - Egypt (83) - Ekvádor (13) - Estonsko (37) - Etiopie (23) - Fidži (19) - Filipíny (34) - Finsko (89) - Francie (376) - Gabon (8) - Gambie (5) - Ghana (37) - Grenada (4) - Guam (22) - Guatemala (14) - Guinea (8) - Guyana (6) - Haiti (7) - Honduras (10) - Hongkong (38) - Chile (14) - Chorvatsko (41) - Indie (53) - Indonésie (47) | - Irák (9) - Írán (40) - Irsko (58) - Island (29) - Itálie (323) - Izrael (31) - Jamajka (36) - Japonsko (272) - Jemen (13) - Jihoafrická republika (94) - Jižní Korea (244) - Jordánsko (7) - Kajmanské ostrovy (10) - Kamerun (11) - Kanada (304) - Katar (31) - Keňa (51) - Kolumbie (51) - Kostarika (16) - Kuba (187) - Kuvajt (36) - Kypr (17) - Laos (6) - Lesotho (6) - Libanon (13) - Libye (6) - Lichtenštejnsko (7) - Litva (47) - Lotyšsko (34) - Lucembursko (6) - Madagaskar (14) - Maďarsko (222) - Malajsie (28) - Malawi (4) - Maledivy (7) - Mali (5) - Malta (7) - Maroko (53) - Mauricius (13) - Mauritánie (6) - Mexiko (134) - Monako (2) - Mongolsko (33) - Mosambik (6) - Myanmar (4) - Namibie (6) - Německo (486) - Nepál (5) - Niger (3) - Nigérie (57) - Nikaragua (8) - Nizozemské Antily (4) - Nizozemsko (215) - Norsko (85) - Nový Zéland (137) - Omán (5) | - Pákistán (27) - Panama (5) - Papua Nová Guinea (13) - Paraguay (30) - Peru (16) - Pobřeží slonoviny (13) - Polsko (205) - Portoriko (75) - Portugalsko (100) - Rakousko (107) - Konžská republika (7) - Rovníková Guinea (7) - Rumunsko (176) - Rwanda (10) - Řecko (72) - Salvador (4) - Samoa (5) - San Marino (17) - Saúdská Arábie (9) - Senegal (21) - Severní Korea (64) - Seychely (11) - Sierra Leone (11) - Singapur (14) - Sjednocený tým (475) - Slovinsko (35) - Spojené arabské emiráty (14) - Spojené státy americké (578) - Středoafrická republika (16) - Súdán (6) - Surinam (6) - Svatý Vincenc a Grenadiny (6) - Svazijsko (6) - Sýrie (10) - Šalomounovy ostrovy (1) - Španělsko (489) - Srí Lanka (11) - Švédsko (192) - Švýcarsko (114) - Tanzanie (9) - Thajsko (47) - Tchaj-wan (37) - Togo (6) - Tonga (5) - Trinidad a Tobago (7) - Tunisko (14) - Turecko (47) - Uganda (8) - Uruguay (23) - Vanuatu (6) - Velká Británie (376) - Venezuela (37) - Vietnam (7) - Zair (20) - Zambie (9) - Zimbabwe (19) |

## Basketbalový turnaj - Dream Team
Jedním z význačných momentů této olympiády byla účast předních profesionálních basketbalistů v olympijském turnaji mužů - jednalo se především o reprezentaci USA - tzv. Dream Team.